# جورج إيتون (لاعب كريكت)
جورج إيتون (بالإنجليزية: George Eaton)‏ (23 أكتوبر 1904 في جنوب أفريقيا - 28 مايو 1938 بملبورن في أستراليا) هو لاعب كريكت جنوب أفريقي وأسترالي. لعب مع فريق فكتوريا للكريكت.

## وصلات خارجية
- جورج إيتون (لاعب كريكت) على موقع إي آس بي آن كريك إنفو (الإنجليزية)